# 安迪·格芬
安德魯·"安迪"·格芬（Andrew "Andy" Griffin，1979年3月7日—）是一名英格蘭足球運動員，擔任右後衛。

## 生平
格芬的足球事業始於史篤城，其出色表現吸引了英超球會紐卡素，在1998年1月格芬被紐卡素以150萬英鎊簽下。
加盟紐卡素不久，格芬很快適應了球隊的戰術，亦入選了英格蘭U21國家隊。
格芬在卜比·笠臣的指導下頗受重用，2002/03年賽季的歐聯對祖雲達斯的賽事更打進了一球。
由於在紐卡素的競爭激烈，2004年格芬免費轉會至樸茨茅夫。格芬共為紐卡素上陣97場，進3球。2006年夏天，哈利·列納不把格芬納入球隊計劃，並打算把他外借至其他球會。
格芬在2007年1月19日被外借返回母會史篤城至2007年6月，2006/07賽季末回到樸茨茅夫。期間格芬的表現令史篤城主教練東尼·佩利斯（Tony Pulis）希望把他簽下。2007年7月31日，格芬加盟打比郡，簽約3年。
2008年1月11日，格芬再度回歸史篤城，轉會費30萬英鎊，簽下4年半合約，穿上2號球衣。2008年1月31日，史篤城把隊長伊斯泰斯（John Eustace）售往屈福特，格芬回歸僅三星期就成為球隊隊長，格芬認為這是職業生涯中最自豪的時刻。12月28日史篤城作客韋斯咸，下半場壓過格芬射入扳平，（Ricardo Fuller）不滿格芬犯錯而掌摑他，球證即時紅牌驅逐富拿離場，史篤城在下半場大時間十人作戰而最終負1-2。
2010年1月12日只在季初於英格蘭聯賽盃上陣3場的格芬獲外借到英冠球會雷丁直到球季結束。在為球隊上陣25場後，於7月1日以象徵費用正式加盟雷丁，簽約兩年。

## 外部連結
- 史篤城 格芬檔案
- 足球数据库：格芬的球员统计数据
- BBC 格芬檔案 （页面存档备份，存于）